# Arcangelo Sannicandro
Arcangelo Sannicandro (Corato, 9 luglio 1943) è un avvocato e politico italiano.

## Biografia
Nato a Corato, vive a Trinitapoli dove esercita la professione di avvocato civilista.
Ha militato nel Partito Comunista Italiano, di cui è stato consigliere comunale a Trinitapoli dagli anni '80. Dal 2001 al 2013 è consigliere regionale pugliese, eletto dapprima con Rifondazione Comunista e poi con Sinistra Ecologia Libertà di Nichi Vendola.
Alle elezioni politiche del 2013 è candidato alla Camera dei Deputati, nella circoscrizione Puglia, nelle liste di Sinistra Ecologia Libertà (in sesta posizione), risultando il primo dei non eletti. Il 17 aprile 2013, in seguito alle dimissioni di Nichi Vendola (che lo precedeva in lista), gli subentra e viene eletto deputato della XVII Legislatura. Alla Camera dei Deputati è stato membro della Commissione Giustizia e fa a parte del Comitato per la Legislazione Nazionale.
Dal febbraio 2017, aderisce al gruppo parlamentare Articolo 1 - Movimento Democratico e Progressista, insieme ad altri 16 parlamentari provenienti da Sinistra Ecologia Libertà che hanno scelto di non aderire a Sinistra Italiana. Nel gennaio 2018 non si candida alle imminenti elezioni politiche con Liberi e Uguali.
Secondo il sito Openpolis.it, Sannicandro è stato al 237º posto su 630 nella classifica per l'indice di produttività (65% di presenze e 35% di assenze).

### Polemiche
Nel 2016 vota contro la riduzione dell'indennità parlamentare, sostenendo che i parlamentari non sono lavoratori subordinati dell’ultima categoria dei metalmeccanici. La frase è stata fortemente criticata, anche nel suo stesso partito.